# 第十二届全国人民代表大会各专门委员会
第十二届全国人民代表大会各专门委员会是中华人民共和国第十二届全国人民代表大会设立的专门委员会，任期由2013年3月至2018年3月。
1982年公布施行的《中华人民共和国宪法》第七十条规定：“全国人民代表大会设立民族委员会、法律委员会、财政经济委员会、教育科学文化卫生委员会、外事委员会、华侨委员会和其他需要设立的专门委员会。在全国人民代表大会闭会期间，各专门委员会受全国人民代表大会常务委员会的领导。”第十二届全国人民代表大会设立9个专门委员会：民族委员会、法律委员会、内务司法委员会、财政经济委员会、教育科学文化卫生委员会、外事委员会、华侨委员会、环境与资源保护委员会、农业与农村委员会。
2013年3月5日第十二届全国人民代表大会第一次会议通过财政经济委员会组成人员名单。
2013年3月16日第十二届全国人民代表大会第一次会议通过民族委员会、法律委员会、内务司法委员会、教育科学文化卫生委员会、外事委员会、华侨委员会、环境与资源保护委员会、农业与农村委员会组成人员名单。
2013年6月29日第十二届全国人民代表大会常务委员会第三次会议接受陈斯喜辞去内务司法委员会副主任委员职务的请求、王晓辞去财政经济委员会委员职务的请求，报请第十二届全国人民代表大会第二次会议确认。
2014年2月27日第十二届全国人民代表大会常务委员会第七次会议决定接受雪克来提·扎克尔辞去第十二届全国人民代表大会民族委员会副主任委员职务的请求。
2014年4月24日第十二届全国人民代表大会常务委员会第八次会议任命民族委员会副主任委员。
2014年11月1日第十二届全国人民代表大会常务委员会第十一次会议接受陈豪辞去内务司法委员会副主任委员职务的请求，报请第十二届全国人民代表大会第三次会议确认（2015年3月15日第十二届全国人民代表大会第三次会议确认）；任命内务司法委员会副主任委员。
2015年2月27日第十二届全国人民代表大会常务委员会第十三次会议任命部分专门委员会副主任委员。
2015年7月1日第十二届全国人民代表大会常务委员会第十五次会议任命部分专门委员会副主任委员。
2015年8月29日第十二届全国人民代表大会常务委员会第十六次会议任命外事委员会副主任委员。
2015年12月27日第十二届全国人民代表大会常务委员会第十八次会议任命财政经济委员会副主任委员。
2016年2月26日第十二届全国人民代表大会常务委员会第十九次会议决定接受张崇和辞去内务司法委员会委员职务的请求；任命财政经济委员会副主任委员。
2016年2月26日《全国人民代表大会常务委员会公告〔十二届〕第十七号》宣布部分专门委员会委员因辞去第十二届全国人民代表大会代表职务，专门委员会委员职务相应终止。
2016年4月28日《全国人民代表大会常务委员会公告〔十二届〕第十八号》宣布王珉因辞去第十二届全国人民代表大会代表职务，教育科学文化卫生委员会副主任委员职务相应终止。
2016年4月28日第十二届全国人民代表大会常务委员会第二十次会议任命部分专门委员会副主任委员。
2016年7月2日第十二届全国人民代表大会常务委员会第二十一次会议任命部分专门委员会副主任委员。
2016年9月3日第十二届全国人民代表大会常务委员会第二十二次会议任命部分专门委员会副主任委员。
2016年11月7日第十二届全国人民代表大会常务委员会第二十四次会议任命财政经济委员会副主任委员。
2016年12月25日第十二届全国人民代表大会常务委员会第二十五次会议任命内务司法委员会副主任委员。
2017年2月24日第十二届全国人民代表大会常务委员会第二十六次会议任命部分专门委员会副主任委员。
2017年4月27日第十二届全国人民代表大会常务委员会第二十七次会议任命部分专门委员会副主任委员。

## 民族委员会
2013年3月16日通过，组成人员共28名；任命名单获2883票赞成，48票反对，18票弃权。
- 主任委员：李景田（满族）
- 副主任委员：艾斯海提·克里木拜（哈萨克族）、刘胜玉、白玛赤林（藏族）、孙大发、嘉木样·洛桑久美·图丹却吉尼玛（藏族）、吴仕民、云峰（蒙古族）、雪克来提·扎克尔（维吾尔族）
- 委员（按姓名笔划为序）：寸敏（女，白族）、王明雯（女，彝族）、方文信（傣族）、龙超云（女，侗族）、刘振来（回族）、苏晓云（土家族）、李烨（哈尼族）、杨甫旺（彝族）、杨宗亮（壮族）、张永义、卓新平（土家族）、罗亮权（苗族）、金华（女，朝鲜族）、赵德明（瑶族）、洪长有（回族）、唐世礼（女，布依族）、符跃兰（女，黎族）、梁胜利（壮族）、谭永华[3]

2014年2月27日接受辞职：
- 副主任委员：雪克来提·扎克尔[5]

2014年4月24日任命：
- 副主任委员：买买提明·牙生（维吾尔族）[15]

2015年7月1日任命：
- 副主任委员：王万宾[7]

2016年9月3日任命：
- 副主任委员：王君[11]

2017年2月24日任命：
- 副主任委员：杜德印[12]

## 法律委员会
2013年3月16日通过，组成人员共23名；任命名单获2814票赞成，105票反对，27票弃权。
- 主任委员：乔晓阳
- 副主任委员：李适时、孙宝树、苏泽林、丛斌、李飞、张鸣起、谢经荣、徐显明
- 委员（按姓名笔划为序）：王胜明、安建、李连宁、吴浩、沈春耀、张伯里、周光权、郎胜、赵东花（女）、赵胜轩、信春鹰（女）、倪英达、黄汉标、程东红（女）[3]

2015年2月27日任命：
- 副主任委员：张海阳[6]

2015年7月1日任命：
- 副主任委员：李连宁[7]

2016年2月26日宣布因辞去全国人大代表职务，法律委员会委员职务相应终止：
- 委员：赵胜轩[8]

2017年4月27日任命：
- 副主任委员：沈春耀[13]

## 内务司法委员会
2013年3月16日通过，组成人员共25名；任命名单获2766票赞成，174票反对，31票弃权。
- 主任委员：马馼（女）
- 副主任委员：白景富、汪毅夫、陈豪、邓昌友、李慎明、陈秀榕（女）、陈斯喜、苏辉（女）
- 委员（按姓名笔划为序）：王乃坤（女）、王尔乘、王其江、王金亮、刘莉（女）、李江、李惠东（回族）、李路、何晔晖（女）、张涛、张崇和、郑功成、赵凯、洪建胜、莫文秀（女）、韩晓武[3]

2013年6月29日接受辞职：
- 副主任委员：陈斯喜[4]

2014年11月1日接受辞职，2015年3月15日确认：
- 副主任委员：陈豪[16][17]

2014年11月1日任命：
- 副主任委员：秦光荣[18]

2015年7月1日任命：
- 副主任委员：何晔晖（女）[7]

2016年2月26日接受辞职：
- 委员：张崇和[19]

2016年4月28日任命：
- 副主任委员：赵正永[9]

2016年7月2日任命：
- 副主任委员：强卫[10]

2016年12月25日任命：
- 副主任委员：张毅[20]

## 财政经济委员会
2013年3月5日通过，组成人员共31名。
- 主任委员：李盛霖
- 副主任委员：石宗源（回族）、吕祖善、廖晓军、章沁生、吴晓灵（女）、彭森、辜胜阻、邵宁、尹中卿、乌日图（蒙古族）、熊群力、郝如玉
- 委员（按姓名笔划为序）：丁继业、于革胜、王力、王晓、付双建、冯淑萍（女）、吕薇（女）、朱发忠、李礼辉、李扬、杨东明、欧阳昌琼、侯义斌、姚胜、徐如俊、高翔、黄荣、骞芳莉（女）[2]

2013年6月29日接受辞职：
- 委员：王晓[4]

2015年12月27日任命：
- 副主任委员：李学勇[21]

2016年2月26日任命：
- 副主任委员：刘源[22]

2016年11月7日任命：
- 副主任委员：盛光祖[23]

2017年2月24日任命：
- 副主任委员：黄奇帆、朱小丹、杨雄、刘昆[12]

2017年4月27日任命：
- 副主任委员：姜异康[13]

## 教育科学文化卫生委员会
2013年3月16日通过，组成人员共34名；任命名单获2574票赞成，307票反对，53票弃权。
- 主任委员：柳斌杰
- 副主任委员：刘振起、王陇德、吴恒、王佐书、张健、张平、任茂东、严以新、姚建年
- 委员（按姓名笔划为序）：丁仲礼、马旭（满族）、王志学、王喜斌、王毅、方新（女）、邓中翰、冯长根、朱之文、刘新成、刘德培、许江、孙志军、孙家广、李屹、李安东、沈岩、张和平、周其凤、庞丽娟（女）、胡浩、顾海良、韩延林、廖昌永

2015年2月27日任命：
- 副主任委员：刘成军、李长才[6]

2015年7月1日任命：
- 副主任委员：王珉[7]

2016年4月28日宣布因辞去全国人大代表职务，教育科学文化卫生委员会副主任委员职务相应终止：
- 副主任委员：王珉[24]

2016年9月3日任命：
- 副主任委员：王学军[11]

2017年4月27日任命：
- 副主任委员：王三运、王宪魁[13]

## 外事委员会
2013年3月16日通过，组成人员共20名；任命名单获2633票赞成，258票反对，55票弃权。
- 主任委员：傅莹（女，蒙古族）
- 副主任委员：迟万春、刘冬冬、修福金、王晓初、赵少华（女，满族）、曹卫洲、赵白鸽（女）、陈凤翔、郭雷
- 委员（按姓名笔划为序）：马泽华、王松鹤、李义虎、杨建亭、陈小工、高之国、常小兵、崇泉、景文春、路建平[3]

2015年2月27日任命：
- 副主任委员：刘晓江[6]

2015年8月29日任命：
- 副主任委员：田修思[25]

2016年2月26日宣布因辞去全国人大代表职务，外事委员会委员职务相应终止：
- 委员：常小兵[8]

## 华侨委员会
2013年3月16日通过，组成人员共19名；任命名单获2748票赞成，154票反对，45票弃权。
- 主任委员：白志健
- 副主任委员：令狐安、黄华华、陈国令、董中原、杨邦杰
- 委员（按姓名笔划为序）：刘水生、李昭玲（女）、张余亭、张展南、陈超、陈喜庆、周天鸿、周波、郑奎城、施一公、洪毅、徐建中、符兴[3]

2016年2月26日宣布因辞去全国人大代表职务，华侨委员会委员职务相应终止：
- 委员：刘水生[8]

2017年2月24日任命：
- 副主任委员：黄龙云[12]

2017年4月27日任命：
- 副主任委员：罗保铭[13]

## 环境与资源保护委员会
2013年3月16日通过，组成人员共32名；任命名单获1969票赞成，850票反对，125票弃权。
- 主任委员：陆浩
- 副主任委员：王云龙、白恩培、张云川、王鸿举、罗清泉、卫留成、黄小晶、蒋巨峰、黄献中、王庆喜、龚建明、刘德树、孟伟、袁驷
- 委员（按姓名笔划为序）：包瑞玲（女，蒙古族）、吕彩霞（女）、闫小培（女）、米博华、孙勤、李世明、李清印、杨卫、杨庚宇、张兴凯、周来强、赵忠新、段强、顾逸东、蒋庄德、蒲长城、窦树华[3]

2015年7月1日任命：
- 副主任委员：张宝顺[7]

2016年7月2日任命：
- 副主任委员：罗志军[10]

2017年4月27日任命：
- 副主任委员：夏宝龙[13]

2018年2月24日宣布因辞去全国人大代表职务，环境与资源保护委员会委员职务相应终止：
- 副主任委员：孟伟[26]

## 农业与农村委员会
2013年3月16日通过，组成人员共23名；任命名单获2658票赞成，228票反对，59票弃权。
- 主任委员：陈建国
- 副主任委员：王金山、欧广源、陈光国、王国生、龙庄伟（苗族）、江帆、刘振伟、唐双宁（满族）
- 委员（按姓名笔划为序）：包克辛、许为钢、李登海、何东平、何映华、张作哈（彝族）、张晓山、陈达恒、陈传书、郭俊波、曹维新、蒋省三、蔡昉、翟虎渠[3]

2016年4月28日任命：
- 副主任委员：郭庚茂[9]

2016年7月2日任命：
- 副主任委员：王儒林[10]

2016年9月3日任命：
- 副主任委员：徐守盛[11]